# Peter Goebel (General)

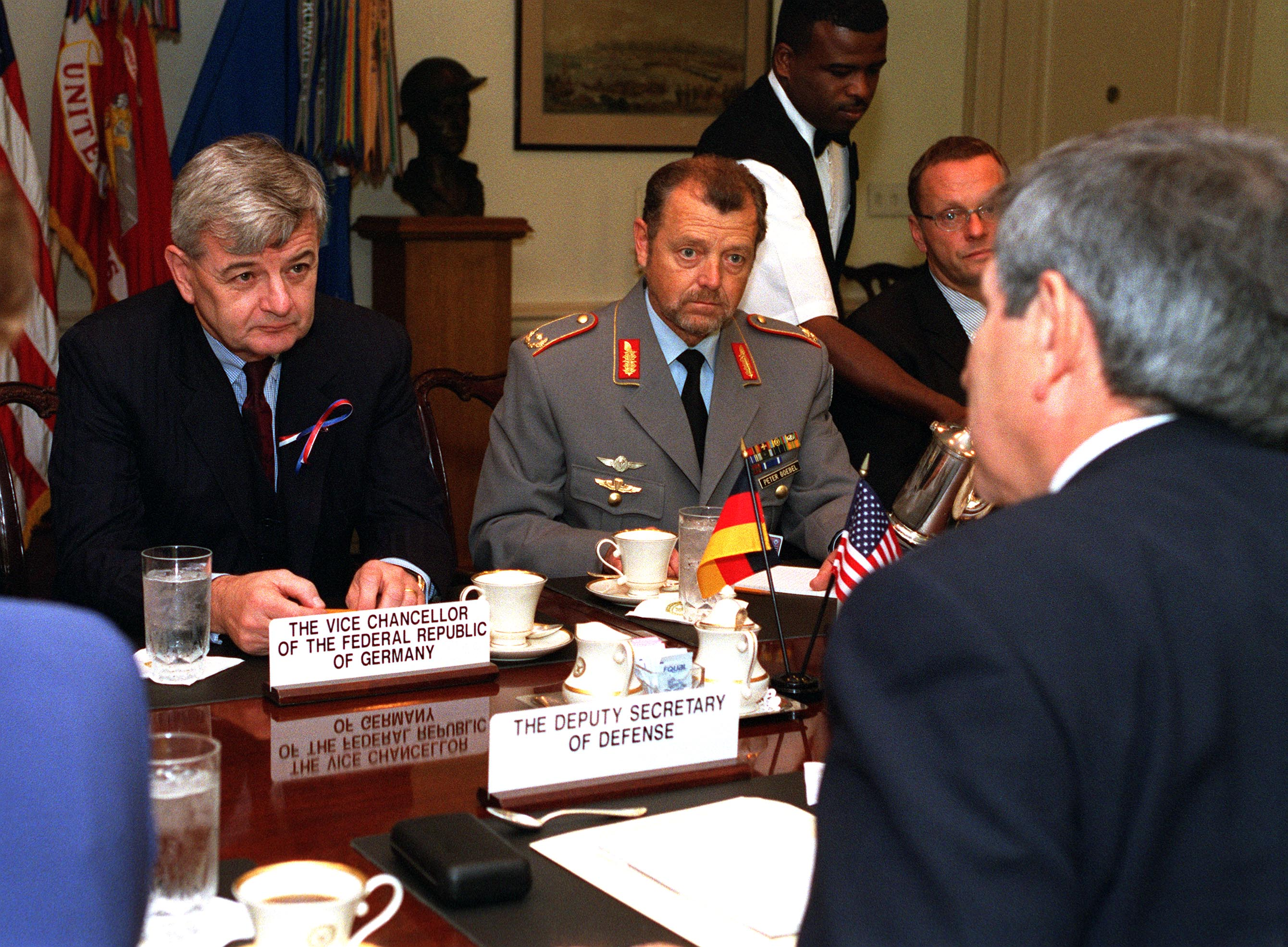
Peter Goebel mit Joschka Fischer (2001)

Peter Goebel (* 8. Januar 1948 in Kassel; † 2. Februar 2022 in Bad Wildungen) war ein Brigadegeneral des Heeres der Bundeswehr.

## Leben
Goebel trat am 3. Januar 1967 in den Bundesgrenzschutz ein, wo er den Dienstgrad Leutnant im Bundesgrenzschutz erreichte, und wurde am 4. August 1970 als Leutnant in die Bundeswehr übernommen.
Von 1979 bis 1981 absolvierte er den 22. Generalstabslehrgang Heer an der Führungsakademie der Bundeswehr in Hamburg, wo er zum Offizier im Generalstabsdienst ausgebildet wurde. Von 1987 bis 1990 war er Bataillonskommandeur des Panzergrenadierbataillons 561 in München und von 1992 bis 1994 Adjutant des damaligen Bundesministers der Verteidigung Volker Rühe. Von 1994 bis 1996 war er Brigadekommandeur der Panzergrenadierbrigade 5 in Homberg/Efze und von 1996 bis 1998 Brigadekommandeur der Panzerbrigade 14 in Neustadt (Hessen).
Von 1999 bis 2003 war er Verteidigungsattaché im Militärattaché-Stab der Deutschen Botschaft Washington. Sein Nachfolger wurde Flottillenadmiral Hubertus von Puttkamer.
Ab dem 1. Juni 2003 war er stellvertretender Kommandeur der 14. Panzergrenadierdivision in Neubrandenburg, deren Führung er am 15. Dezember 2006 bis zur Auflösung 2008 übernahm. Mit Ablauf des Jahres 2008 wurde er in den Ruhestand versetzt.
Goebel war verheiratet, evangelisch und hatte fünf Töchter sowie einen Sohn.

## Schriften
- Peter Goebel (Hrsg.): Von Kambodscha bis Kosovo – Auslandseinsätze der Bundeswehr seit Ende des Kalten Krieges, Frankfurt am Main / Bonn 2000.